# A szabadulás
A szabadulás (eredeti cím: The Passage) 2019-ben vetített amerikai televíziós filmsorozat, amelynek alkotója Liz Heldens. A zeneszerzői Jeff Russo és Jordan Gagne. A tévéfilmsorozat a 20th Century Fox Television, a 6th & Idaho, a Selfish Mermaid és a Scott Free Productions gyártásában készült, a 20th Television forgalmazásában jelent meg. Műfaját tekintve filmdráma-sorozat és thriller. Amerikában 2019. január 24-én a Fox tűzte műsorra. Magyarországon a Prime vetíti 2019. június 27-étől.

## Szereplők
| Szereplő           | Színész              | Magyar hang |
| ------------------ | -------------------- | ----------- |
| Brad Wolgast       | Mark-Paul Gosselaar  |             |
| Amy Bellafonte     | Saniyya Sidney       |             |
| Tim Fanning        | Jamie McShane        |             |
| Nichole Sykes      | Caroline Chikezie    |             |
| Lila Beatrice Kyle | Emmanuelle Chriqui   |             |
| Shauna Babcock     | Brianne Howey        |             |
| Anthony Carter     | McKinley Belcher III |             |
| Jonas Lear         | Henry Ian Cusick     |             |
| Clark Richards     | Vincent Piazza       |             |

## Évados áttekintés
| Évad | Évad | Részek száma | Részek száma | Eredeti sugárzás | Eredeti sugárzás  | Eredeti adó | Magyar sugárzás  | Magyar sugárzás     | Magyar adó |
| Évad | Évad | Részek száma | Részek száma | Évadbemutató     | Évadzáró          | Eredeti adó | Évadbemutató     | Évadzáró            | Magyar adó |
| ---- | ---- | ------------ | ------------ | ---------------- | ----------------- | ----------- | ---------------- | ------------------- | ---------- |
|      | 1.   | 10           | 10           | 2019. január 14. | 2019. március 11. | Fox         | 2019. június 27. | 2019. augusztus 29. | Prime      |

## Epizódok

### Első évad (2019)
| Sor. | Év. | Cím                                                                       | Rendező                      | Író                             | Premier                               | Nézettség   |
| --- | --- | ------------------------------------------------------------------------- | ---------------------------- | ------------------------------- | ------------------------------------- | ----------- |
| 1. | 1.  | A Noé Projekt (Pilot)                                                     | Jason Ensler és Marcos Siega | Liz Heldens                     | 2019. január 14. 2019. június 27.     | 5,23 millió |
| 2. | 2.  | Az egyszarvú (You Owe Me a Unicorn)                                       | Jason Ensler                 | Liz Heldens                     | 2019. január 21. 2019. július 4.      | 4,23 millió |
| Brad és Amy továbbra is szökésben vannak a Noé Projekt emberei elől, amiben a férfi egy régi barátja és szerelme is segíti őket. |     |                                                                           |                              |                                 |                                       |             |
| 3. | 3.  | Meg sem történhetett volna (That Never Should Have Happened to You)       | Jason Ensler                 | Peter Elkoff                    | 2019. január 28. 2019. július 11.     | 3,65 millió |
| Brad belemegy, hogy Amy-n teszteljék a vírust. Később azonban magánnyomozásba kezd és felfedezi, hogy mit is rejtegetnek a Noé Projekt emberei. Közben pedig Babcock múltjára is fény derül. |     |                                                                           |                              |                                 |                                       |             |
| 4. | 4.  | Az kinek a vére? (Whose Blood is That?)                                   | Allison Liddi-Brown          | Daniel Thomsen                  | 2019. február 4. 2019. július 18.     | 3,80 millió |
| Brad elintézi, hogy Sykes és Lear kiengedjék egy kicsit Amy-t a szabadba. Eközben Fanning tovább szövögeti terveit és egyre több embert állít maga mellé a Noé Projekten belül. Továbbá az is kiderül, hogy miért jutott Carter a halálsorra.                                                                                           |     |                                                                           |                              |                                 |                                       |             |
| 5. | 5.  | Hogy győzöd le a világvégét? (How You Gonna Outrun the End of the World?) | Jeffrey Nachmanoff           | Joy Blake                       | 2019. február 11. 2019. július 25.    | 3,66 millió |
| A múltban történt incidensek miatt a Noé Projekt egyik legfelsőbb vezetője látogatást tesz a bázison. A férfi elárulja Sykes-nak, hogy elsősorban nem gyógyszert, hanem fegyvert szeretne kifejleszteni. Sykes ezután elhatározza, hogy segít megszökni Bradnek és Amy-nek.                                                             |     |                                                                           |                              |                                 |                                       |             |
| 6. | 6.  | A szökevény (I Want to Know What You Taste Like)                          | Jessica Lowrey               | Dennis Saldua                   | 2019. február 18. 2019. augusztus 1.  | 3,51 millió |
| Miután egy kísérleti alany megszökik a Noé Projekt főhadiszállásáról, Guilder megparancsolja Amy-nek, hogy különleges képességei segítségével bukkanjon az egyre több áldozatot szedő lény nyomára. Eközben Sykes és Lear megpróbálják elpusztítani az összes eddig létrehozott alanyt, ezzel megelőzve az esetleges későbbi vérontást. |     |                                                                           |                              |                                 |                                       |             |
| 7. | 7.  | Napsugár (You Are like the Sun)                                           | Eduardo Sanchez              | Kate Erickson                   | 2019. február 25. 2019. augusztus 8.  | 3,30 millió |
| Brad és Lila közös múltja ráébreszti őket, hogy mindent el kell követniük annak érdekében, hogy megmentsék Amy-t. Eközben Guilder teljhatalmat kap a Noé Projekt vezetése felett és szigorú biztonsági óvintézkedéseket eszközöl. |     |                                                                           |                              |                                 |                                       |             |
| 8. | 8.  | Az új lány (You Are Not That Girl Anymore)                                | Ti West                      | Peter Elkoff és C.A. Johnson    | 2019. március 4. 2019. augusztus 15.  | 3,38 millió |
| Lila és Sykes minden erejükkel azon vannak, hogy előállítsák a vírus ellenszerét, miközben Amy egyre közelebb kerül ahhoz, hogy végleg átváltozzon. |     |                                                                           |                              |                                 |                                       |             |
| 9. | 9.  | Egy új világ (Stay in the Light)                                          | Jason Ensler                 | Daniel Thomsen és Vanessa Gomez | 2019. március 11. 2019. augusztus 22. | 3,12 millió |
| Sykes elkészül az ellenvírussal, de addigra a fertőzöttek már kiszabadultak a celláikból és sorra végeznek a Noé Projekt alkalmazottaival. Richards mindent elkövet, hogy az épület falain belül tartsa a fertőzötteket, és közben kimenekítse Amy-éket.                                                                                |     |                                                                           |                              |                                 |                                       |             |
| 10. | 10. | Egy új világ (Last Lesson)                                                | Mark Tonderai                | Liz Heldens és Joy Blake        | 2019. március 11. 2019. augusztus 29. | 3,05 millió |
| A vírus már Amerika minden nagyobb városát elérte. A maroknyi túlélő, ezért minden elkövet annak érdekében, hogy elkerülje a fertőzötteket. Dr. Lear pedig továbbra is az ellenanyag kifejlesztésén dolgozik. |     |                                                                           |                              |                                 |                                       |             |